# نگاره‌ها (فیلم)
«نگاره‌ها» (انگلیسی: Pictures (film)) یک فیلم است که در سال ۱۹۸۱ منتشر شد.